# ZERO (angelaのアルバム)
『ZERO』（ゼロ）は、angelaの6枚目のオリジナルアルバム。2013年4月24日にスターチャイルドから発売された。

## 解説
前作『mirror☆ge』から1年10ヶ月ぶりのリリースとなる。 シングル「THE LIGHTS OF HEROES」「KINGS」に加え、音楽劇「蒼穹のファフナー」の主題歌や、「K」関連の楽曲も数曲収録、「So sweet memories」「This is my wish」を除く10曲がタイアップ楽曲である。初回盤と通常盤に2タイプリリースされており、初回盤は24Pブックレット・angelaロゴ入り特製ホイッスル『零号機』が付加されている他、クリアケース付デジパック仕様になっている。

## 収録曲
（全作詞：atsuko、作曲：atsuko・KATSU、編曲：KATSU） 
1. KINGS [5:16]
19thシングル、テレビアニメ『K』オープニングテーマ
2. 僕じゃない [4:23]
テレビアニメ『革命機ヴァルヴレイヴ』エンディングテーマ
3. So sweet memories [4:50]
シングル「THE LIGHTS OF HEROES」カップリング曲
4. Remember me [4:16]
音楽劇「蒼穹のファフナー」オープニングテーマ
5. 生命 -イノチ- [6:12]
音楽劇「蒼穹のファフナー」エンディングテーマ
6. 境界線Set me free [3:37]
テレビアニメ『K』イメージソング[1]
7. THE LIGHTS OF HEROES [4:09]
18thシングル、PSP用ソフト『ヒーローズファンタジア』主題歌
8. This is my wish [3:34]
9. Always 好きだよ [4:33]
文化放送『a-GENERATION』エンディングテーマ
10. いつかのゼロから [4:05]
テレビアニメ『K』イメージソング[1]
11. -レクイエム・オブ・レッド- [3:37]
テレビアニメ『K』最終話で櫛名アンナ（CV：堀江由衣）＆赤のクランズマンが歌っていた挿入歌のセルフカバー楽曲。
12. To be with U!  [4:22]
テレビアニメ『K』最終話エンディングテーマ